# 垂枝石松
垂枝石松（学名：Lycopodium phlegmaria）为石松科石松屬下的一个种。

## 扩展阅读
- 維基物種上的相關：垂枝石松